# Gaueko
Gaueko (także Irelu) – w mitologii baskijskiej potężny nocny demon, w większości przekazów wrogi ludziom, zwłaszcza lekceważącym jego moc, ale w niektórych rejonach Kraju Basków utożsamiany z ogniami św. Elma i uważany za dobrotliwego duszka.